# Ендоскопія

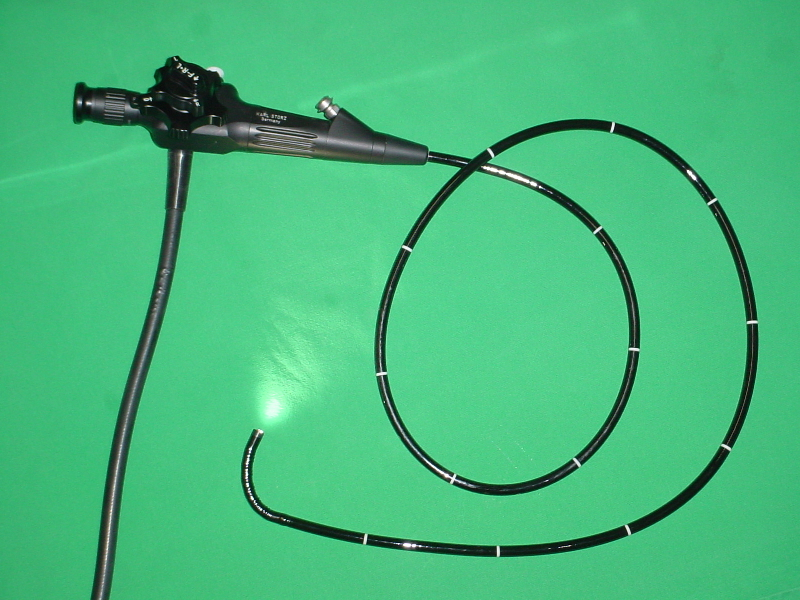
Гнучкий ендоскоп.

Ендоскопі́я (від грец. εντόςn — всередині та грец. Σκοπός — глянути) — метод медичної візуалізації змін всередині тіла та обстеження внутрішніх органів людини за допомогою медичного приладу — ендоскопу, без порушення цілісності шкірних покривів та слизових оболонок.
Проте, дедалі частіше в хірургічній практиці застосовують травматичні види малоінвазивної хірургії: хірургічна ендоскопія (хірургічний доступ через природні отвори до місця проведення операції) та лапароскопічна хірургія.
При ендоскопії ендоскопи зазвичай вводять у порожнину тіла через природні шляхи, наприклад, у шлунок — через рот і стравохід, у бронхи і легені — через гортань, у сечовий міхур — через сечовипускний канал, хоча в деяких випадках введення ендоскопа вимагає хірургічного створення розрізу в тілі — тоді мова йде про травматичну ендоскопію.

## Типи ендоскопів
Ендоскопи є двох типів:
- прямі (металеві)
- гнучкі (еластичні).

Більшого розповсюдження на сьогодні набули еластичні, оскільки вони дозволяють легше пацієнту перенести маніпуляцію, а лікарю-діагносту адекватніше та якісніше здійснити обстеження. Та все ж таки є ділянки, обстеження яких зручніше, швидше, простіше і надійніше здійснювати прямим ендоскопом.

## Історія
Вперше, як інструмент, ендоскоп було винайдено в Стародавньому Єгипті у 1700—1600 році до н. е. Про це свідчить давньоєгипетський текст — Папірус Едвіна Сміта. Цей текст описує ендоскопію і елементарні ендоскопічні прилади.
Гіппократ вперше задокументував перші елементарно-успішні зусилля у ендоскопії, який використовували як ректальний розширювач.
Ендоскопи почали застосовувати в Німеччині ще в XIX ст. з метою огляду кишечника та шлунка. У той час, в Німеччині, працював лікар Філіпп Боцціні (роки життя — 1773—1809), який заклав основи сучасної ендоскопії. У 1806 році він винайшов світлопровідний інструмент для дослідження прямої кишки та матки. Цей прилад він назвав «Lichtlelter». Джерелом світла у цьому світлопровіднику послужила проста свічка. Це і був прототип сучасних ендоскопів. Проте, він не знайшов належного застосування і його ніколи не застосовували на людях.

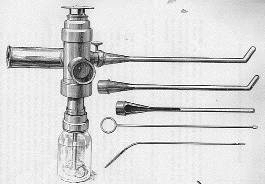
Ендоскоп Дезормаукса

У 1826 році П'єр Сегалас, повідомив при використання більш вдосконаленого приладу, сконструюваний Боцціном.
Французький хірург Антоніо Дезормаукс, у 1853 році, в Парижі, розробив різновид Боццінівського «Lichtlelter». Для підсвічення він застосував спиртову лампу, яке давало більше освітлення і огляд став більш детальнішим. Інструмент являв собою довгу металеву трубку, яка містила систему дзеркал і лінз, які відбивали світло від гасової лампи. Він мав той же недолік, що і Боццінівський Lichtlelter, а саме — вона швидко нагрівалася і спричиняла опіки. Ним проводили дослідження урогенітального тракту.

## Призначення
Медичний ендоскоп призначений для огляду порожнини і внутрішньої поверхні:
- стравоходу — езофагоскоп;
- шлунка — гастроскоп;
- 12-палої кишки — дуоденоскоп;
- товстої кишки — колоноскоп;
- прямої та сигмоподібної кишок — ректороманоскоп;
- тонкої кишки — ентероскоп;
- сечового міхура — цистоскоп;
- суглобів — артроскоп;
- черевної порожнини — лапароскоп та інші.

## Види медичної ендоскопії
- Амніоскопія;
- Артроскопія;
- Бронхоскопія;
- Гістероскопія;
- Езофагогастродуоденоскопія;

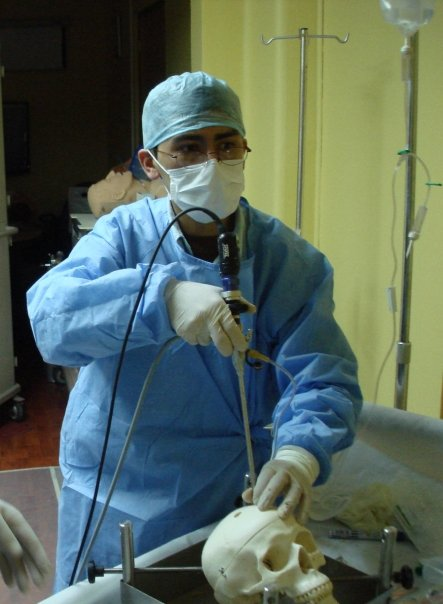
Навчання гастрофіброскопії на муляжі

- Ендоскопічна ретроградна холангіопанкреатографія;
- Ентероскопія;
- Капсульна ендоскопія;
- Колоноскопія;
- Кольпоскопія;
- Лапароскопія;
- Ларингоскопія;
- Медіастиноскопія;
- Ректороманоскопія;
- Риноскопія;
- Торакоскопія;
- Уретроскопія;
- Фаллоскопія;
- Фетоскопія;
- Фіброгастродуоденоскопія;
- Цистоскопія.

## Перспективи розвитку
Згідно з повідомленням японського телеканалу NHK, в Японії створено новий зонд-ендоскоп, який дозволить обстежити внутрішню частину судин та нервів. Його товщина становить 1,25 мм, що тонше за деякі голки для ін'єкцій. Завдяки новому приладу можна буде проводити мікроінвазивне дослідження не лише судин, а й багатьох інших органів. Так, наприклад, нині для дослідження внутрішньої частини колінного суглоба необхідно провести операцію та розкрити суглобову сумку. Новий зонд дозволить натомість запровадити голку для ін'єкцій, а через неї впровадити зонд. Зонд зроблений з оптоволокна, яке дозволить проводити світло надтонким скляним «волоссям» без втрати якості. Використання таких приладів розпочнеться у 2024 році.

### Книги
- Cotton, Peter B.; Cotton, Peter B. (2008). Practical gastrointestinal endoscopy: the fundamentals (6th ed). Malden, Mass.: Blackwell. ISBN 978-1-4443-0082-6
- Cohen, Jonathan; Saunders, Brian P.; Cotton, Peter B.; Williams, Christopher B. (2014). Cotton and Williams' practical gastrointestinal endoscopy: the fundamentals (7th edition). Chichester, West Sussex, UK. ISBN 978-1-118-40645-8
- Chandrasekhara, Vinay; Elmunzer, B. Joseph; Khashab, Mouen; Muthusamy, V. Raman (2019). Clinical gastrointestinal endoscopy (3rd edition). Philadelphia, PA. ISBN 978-0-323-54792-5.
- Wagh, Mihir S.; Wani, Sachin B. (2020). Gastrointestinal interventional endoscopy: advanced techniques. Cham. ISBN 978-3-030-21695-5.

### Журнали
- Endoscopy
- Gastrointestinal Endoscopy
- Surgical Endoscopy and Other Interventional Techniques
- Surgical Laparoscopy, Endoscopy and Percutaneous Techniques
- Digestive Endoscopy
- Clinical Endoscopy
- Techniques and Innovations in Gastrointestinal Endoscopy
- Therapeutic Advances in Gastrointestinal Endoscopy
- Gastrointestinal Endoscopy Clinics of North America